# Biała Góra (Kołaczkowice)
Biała Góra – część wsi w Polsce, położona w województwie świętokrzyskim, w powiecie buskim, w gminie Busko-Zdrój.
W latach 1975–1998 Biała Góra administracyjnie należała do województwa kieleckiego.